# Titus Setterberg
James Titus Setterberg, född 17 maj 1859 i Göteborg, död 29 juli 1922 i Göteborg, var en svensk kamrer och målare.
Han var son till fabriksbokhållaren Titus Setterberg och Wilhelmina Christina Falk och från 1906 gift med Alida Andersson. Efter studentexamen och språkstudier i utlandet anställdes han som sin fars efterträdare som kamrer vid Göteborgs mekaniska verkstad. Vid sidan av sitt arbete var han även verksam som konstnär och studerade en tid för Carl Larsson vid Valands målarskola och i Paris. Han medverkade i samlingsutställningar arrangerade av Konstföreningen för södra Sverige och Göteborgs konstförening. Hans konst består av landskapsmålningar med motiv från Göteborg, Västsverige och danska Skagen. Setterberg är representerad vid Göteborgs historiska museum.

### Fotnoter
1. ↑  Göteborgs historiska museum